# Portikus
Portikus è uno spazio per l'arte contemporanea che si situa a Francoforte in Germania. Il nome Portikus deriva dai rimanenti dello Stadbibliotek, una biblioteca pubblica costruita nel 1825, distrutta nella seconda guerra mondiale. 
Il Portikus rappresenta un importante centro per la scena artistica tedesca e internazionale. Oltre ad avere ospitato centinaia di mostre d'artisti importanti sulla scena internazionale, è stato un importante promotore per giovani talenti. 
Lo spazio espositivo è caratterizzato da un rapporto molto stretto con il territorio, spostandosi di sede all'interno della stessa Francoforte e dando la possibilità ad architetti di sperimentarsi con diversi luoghi. 

## L'edificio

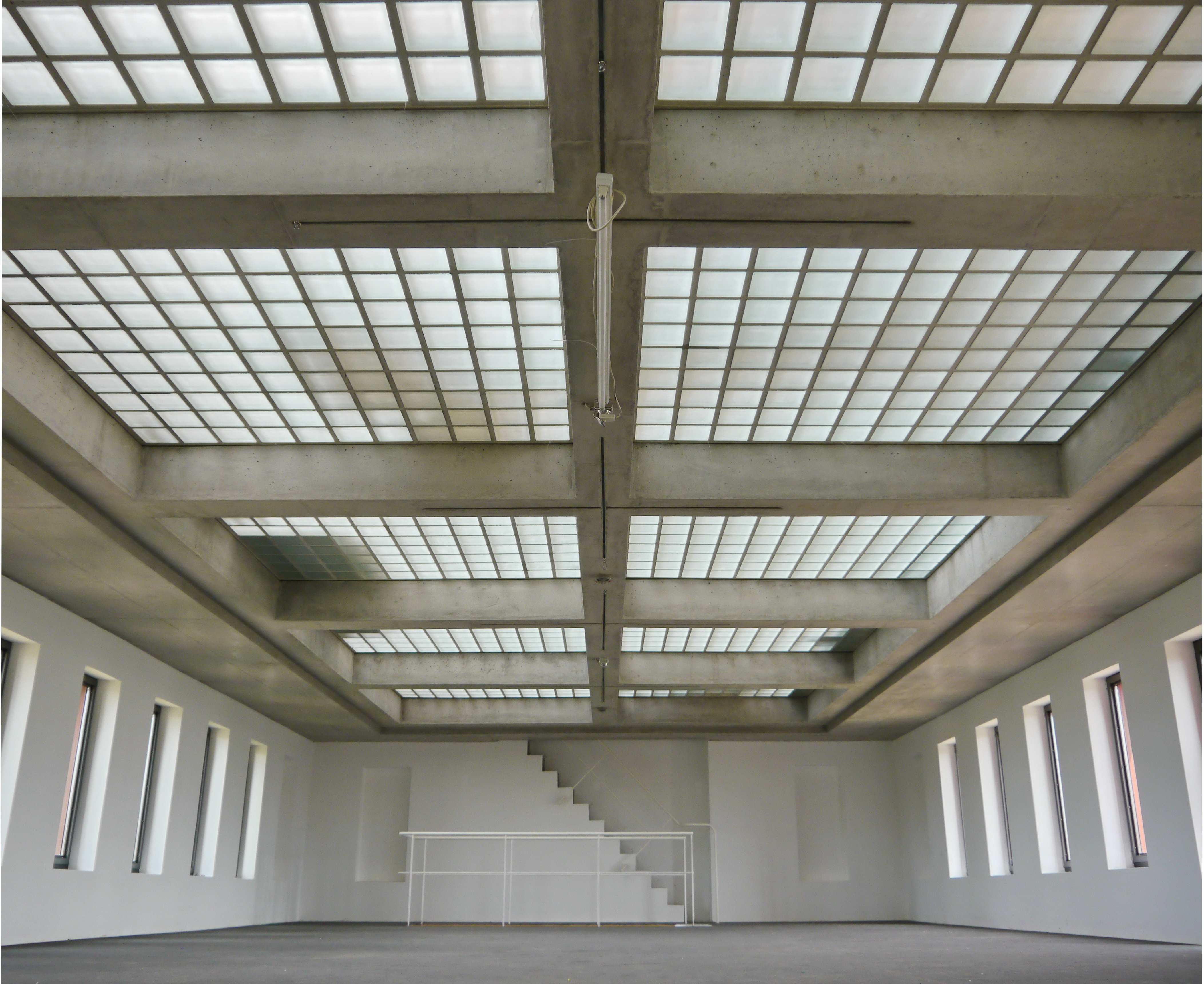
Interno della Portikus

I resti della distruzione della biblioteca Stadbibliotek sono stati reintegrati nella struttura costruita nel 1987 dagli architetti Marie-Therese Deutsch e Klaus Dreißigacker come facciata di un semplice white-cube (cubo-bianco), termine usato per definire uno spazio espositivo neutro. Nel 2003 a causa di un restauro, la sede espositiva si è spostato al piano inferiore dello storico palazzo della biblioteca. È stato affidato all'artista tedesco Tobias Rehberger, in collaborazione con Olafur Eliasson, la costruzione della nuova sede. Rehberger ha concepito uno spazio mobile dotato di piattaforme e il progetto ha permesso l'inserimento oltre che della galleria, anche degli uffici e di una sala lettura. Dal 2003 lo spazio ha preso il nome di Portikus im Leinwandhaus.
Dall'aprile del 2006 è stata costruita una nuova sede su un'isola sul fiume Meno, che attraversa Francoforte, che ha preso il nome Neue Portikus. La struttura è stata concepita da Christoph Mäckler, e ancora una volta Olafur Eliasson ha realizzato un'installazione di luci all'interno della veranda coperta sul tetto del palazzo. È un progetto ideato per essere cambiato nell'arco di due, modificando l'aspetto dell'edificio.

## Portikus e Staedelschule
Dal 2006 la direzione del cosiddetto Neue Portikus è stata affidata al critico e curatore indipendente Daniel Birnbuam. Birnbuam è anche direttore dell'Accademia di Belle Arti di Francoforte, lo Staedelschule e nella sua figura si riassume il rapporto tra il Portikus e l'Accademia. Come curatore Birnbuam è interessato a mettere alla prova la figura dell'artista, affidandogli il ruolo non solo di curatore per la propria mostra, ma anche di professore degli studenti dell'accademia creando progetti artistici collettivi.